# جون برادي (سياسي أسترالي)
جون برادي (بالإنجليزية: John Brady)‏ هو نقابي وسياسي أسترالي، ولد في 19 يناير 1904 في أستراليا، وتوفي في 5 مايو 1993 في برث في أستراليا. حزبياً، نشط في حزب العمال الأسترالي ‏. وقد انتخب عضو الجمعية التشريعية لأستراليا الغربية.